# Giovanni Piancastelli

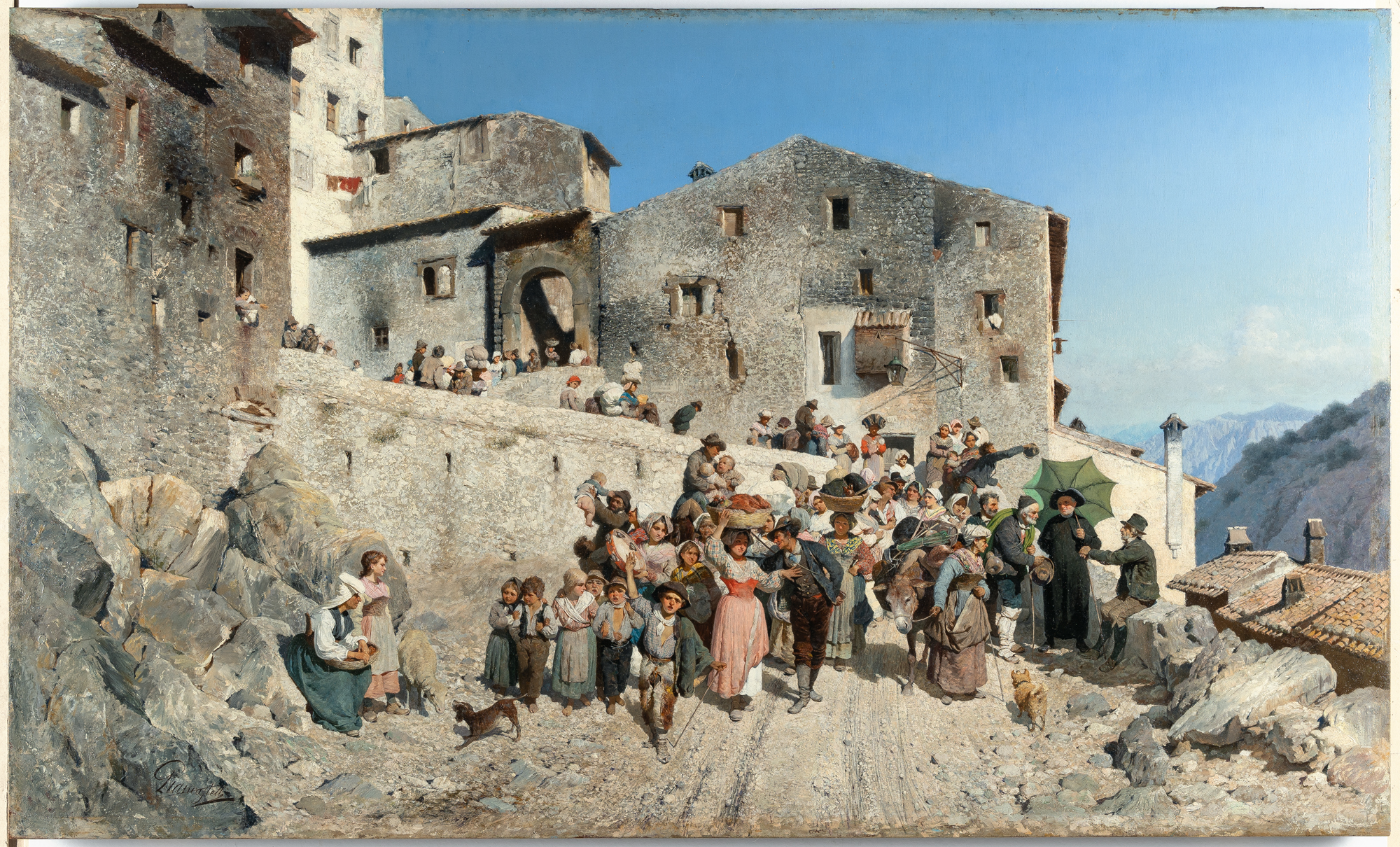
Emigrazione dell'Agro Romano
Esposizione internazionale di Monaco del 1883

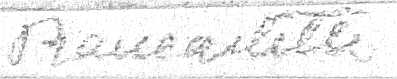
Firma di Piancastelli

Giovanni Piancastelli (Castel Bolognese, 14 settembre 1845 – Bologna, 23 settembre 1926) è stato un pittore italiano figurativo dell'Ottocento, collezionista e primo direttore della Galleria Borghese di Roma.

## Biografia
Giovanni era figlio di Pasquale e di Domenica Raccagni. Il padre faceva di mestiere il canapino e la madre era tessitrice. Aveva tre fratelli: Pio, Francesco, Leonardo e quattro sorelle: Antonia, Vincenza, Giovanna e Giuseppa.
Fece i primi studi presso il convento dei frati minori cappuccini. Successivamente si iscrisse alla Scuola di disegno di Faenza dove vinse due medaglie. Poi si trasferì a Roma, dove completò la sua formazione all'Accademia di San Luca di Roma. Nel 1865 vinse il concorso riservato agli studenti che l'Accademia istituiva ogni anno. Piancastelli presentò un disegno a penna.
A Roma Giovanni Piancastelli si fece ben presto apprezzare nel circolo ristretto della chiusa aristocrazia della capitale, sia come ritrattista di stampo accademico sia come consulente artistico.
Fu richiesto in un primo momento come insegnante di disegno dal principe Marcantonio Borghese e in questa veste dette lezioni anche alla regina Margherita di Savoia. Assunse l'incarico di Curatore delle collezioni d'arte del principe Borghese. Fu il primo a catalogarne le opere in una specie di archivio che fu la base per il catalogo che nel 1893 fece Adolfo Venturi. Fu il primo Direttore della Galleria Borghese di Roma quando nel 1902 lo Stato italiano acquisì Villa Borghese e le sue collezioni artistiche facenti parte del cosiddetto Commisso Borghese dopo il clamoroso fallimento del nobile casato nel 1892.
Giovanni Piancastelli fu anche un appassionato collezionista soprattutto di disegni e stampe antiche la cui vendita alimentò le raccolte di vari importanti musei sia nazionali che esteri. Nel 1906 si ritirò a vivere a Bologna, nella palazzina di Porta Saragozza acquistata con la vendita della sua collezione di stampe alle due facoltose sorelle statunitensi Sarah e Eleanor Hewitt.
A Bologna il Piancastelli si dedicò a decorare la sua casa riprendendo a collezionare stampe antiche e divenendo imprescindibile punto di riferimento per il mondo artistico bolognese nel primo quarto del '900. Come omaggio al suo paese natale eseguì e donò la copia del ritratto dell'insigne suo concittadino, l'incisore rinascimentale Giovanni Bernardi (1494-1553) il cui originale si conserva nella Pinacoteca Nazionale di Napoli.
Morì, celibe, terziario francescano, il 23 settembre 1926 nella sua amata casa di Porta Saragozza a Bologna.
È sepolto alla Certosa di Bologna, nel Campo posteriore al Campo nuovo, già Campo ex infetti.

## Esposizioni
Piancastelli partecipò alle seguenti esposizioni:
- 1878 - Esposizione universale di Parigi con il dipinto Gli emigranti della campagna romana;
- 1883 - Esposizione di Belle arti a Roma; Esposizione internazionale di Monaco (Germania) con i dipinti Emigrazione dell'Agro Romano e Il ritorno dell'emigrazione.

## Opere
La produzione di Piancastelli ammonta più di 300 ritratti, oltre ai quadri di genere e di tema religioso.
Ritratti della famiglia Torlonia
- Alessandro Raffaele Torlonia (1800-1886)
- Teresa Colonna Torlonia (1823-1875)
- Anna Maria Torlonia (1855-1901)
- Giulio Borghese Torlonia (1847-1914)

## Galleria d'immagini

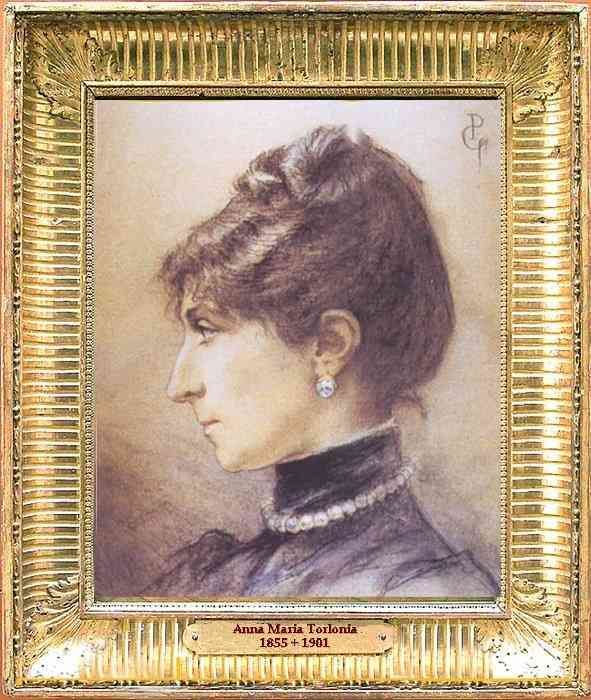
Ritratto di Anna Maria Torlonia
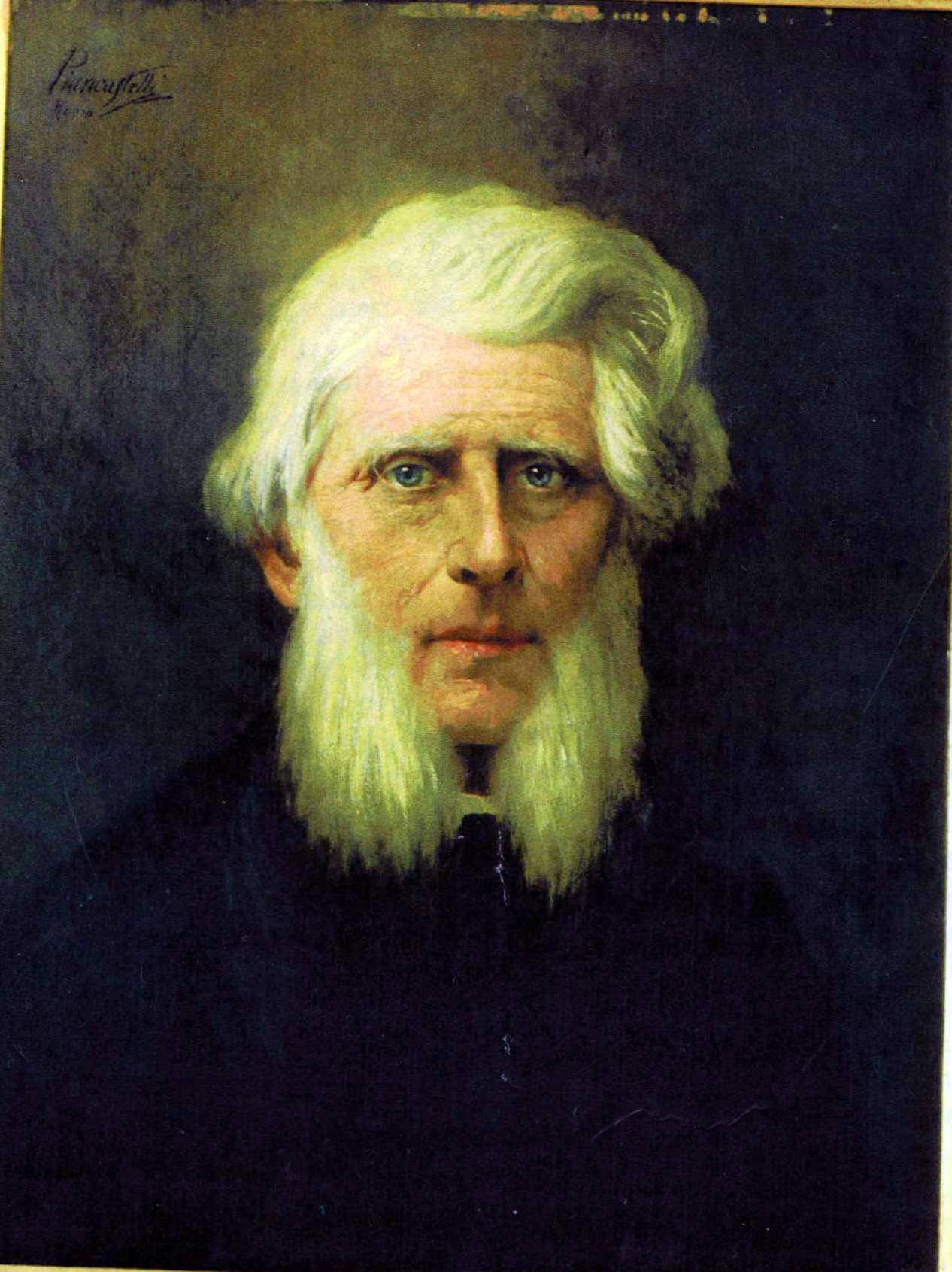
Ritratto di Marcantonio V Borghese
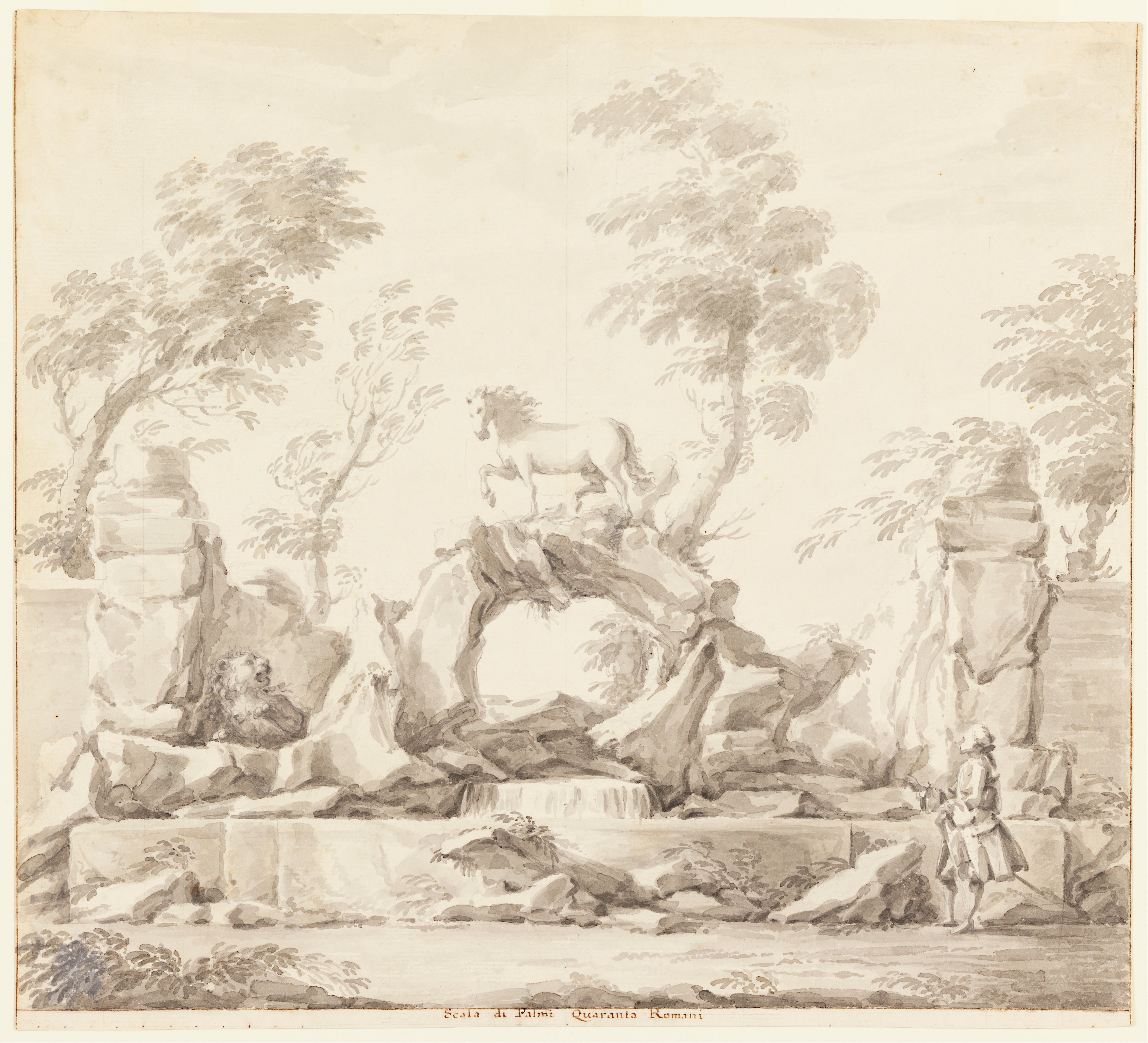
Disegno per una fontana con Pegaso
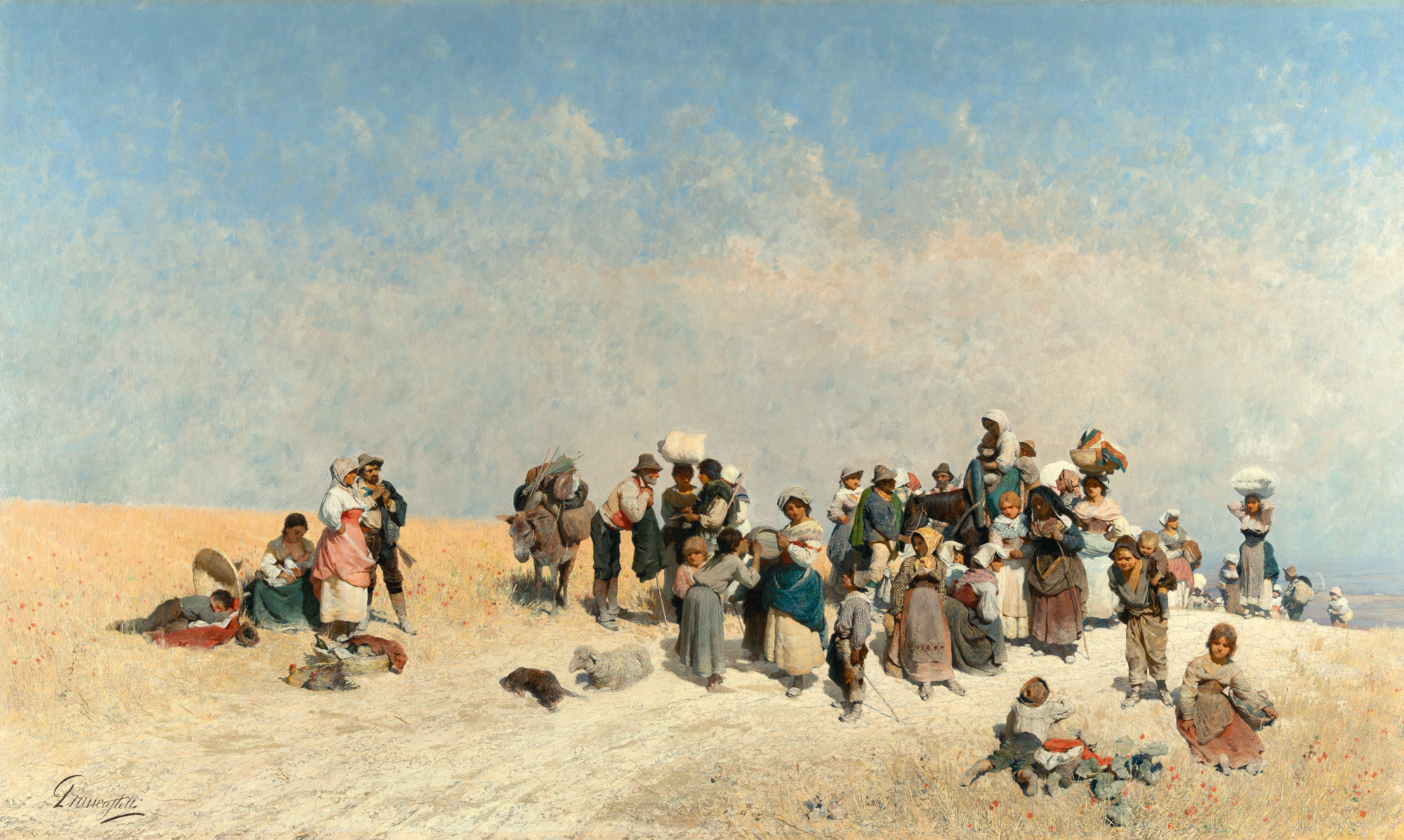
Emigrazione dell'Agro Romano - Tornando